# 斑鰭鮨
斑鰭鮨，為輻鰭魚綱鱸形目鱸亞目鮨科的其中一種，分布於東大西洋區，從葡萄牙至塞內加爾海域，棲息深度5-100公尺，體長可達25公分，生活在沙泥底質海域、海草床，為底棲性魚類，屬肉食性，可作為食用魚及觀賞魚。

## 擴展閱讀
維基物種上的相關：斑鰭鮨